# Winchester Model 1894
Winchester Model 1894, còn được biết với cái tên Winchester 1894 hoặc Model 1894 là loại súng trường nạp đạn bằng đòn bẩy rất nổi tiếng trên thế giới. Nó được thiết kế bởi John Browning vào năm 1894 và ban đầu nó sử dụng hai loại đạn là .32-40 Winchester và .38-55 Winchester.
Khẩu 1894 được sản xuất bởi công ty Winchester Repeating Arms Company và năm 1980 và sau đó là U.S. Repeating Arms với thương hiệu Winchester chi đến khi họ ngưng sản xuất vào năm 2006. Bản sao của Winchester 1894 được sản xuất bởi công ty Nhật Bản là Miroku và được nhập vào Mỹ thông qua công ty Browning Arms ở Morgan, Utah.
Hiện có một khẩu M1894 được trưng bày tại Viện bảo tàng Mỹ thuật Metropolitan.

## Thay đổi thiết kế
Ba thay đổi lớn đã được thực hiện trong việc thiết kế và chế tạo Winchester 1894 kể từ Thế chiến II. Thay đổi đầu tiên được thực hiện vào năm 1964, sau khi ông John M. Olin từ chức chủ tịch công ty do ông sáng lập, Olin Corporation. Thay đổi thứ hai vào năm 1982, sau khi Olin bán công ty Winchester cho nhân viên của mình, người đã thành lập U.S. Repeating Arms Company (USRAC). Lần thứ ba vào năm 1992, sau khi URSAC phá sản năm 1989, nó được mua bởi công ty nổi tiếng của Bỉ là FN Herstal.

## Trong văn hóa đại chúng
Winchester Model 1894 là loại súng trường xuất hiện rất nhiều trong các tựa game và phim có bối cảnh là miền Viễn Tây hay trong các cuộc chiến tranh (nó thỉnh thoảng cũng xuất hiện trong thời hiện đại). Winchester 1894 được biết đến nhiều khi xuất hiện trong game PUBG với tên gọi Win94 và sử dụng loại đạn .45 ACP (điều này khá phi thực tế bởi nó dùng loại đạn như đã nêu trên). Nó nổi tiếng đến mức những người chơi nào không hiểu biết về súng vẫn gọi những khẩu súng trường nạp đạn bằng đòn bẩy (như súng trường Henry) là Win94.